# Peñaranda (Nueva Ecija)
Peñaranda è una municipalità di quarta classe delle Filippine, situata nella Provincia di Nueva Ecija, nella regione di Luzon Centrale.
Peñaranda è formata da 10 baranggay:
- Callos
- Las Piñas
- Poblacion I
- Poblacion II
- Poblacion III
- Poblacion IV
- San Josef
- San Mariano (Maugat)
- Santo Tomas
- Sinasajan